# Флора/Фауна
«Флора/Фауна» — второй студийный альбом российской рок-группы «Танцы Минус», который вышел 29 февраля 2000 года.

## История создания
В 1995 Вячеслав Петкун вместе с басистом Олегом Полевщиковым переехал в Москву, где начал выступать с концертами. К 1998 сложилась группа, в состав которой вошли музыканты из Санкт-Петербурга и Москвы. В 1998 г. группа вела активную концертную деятельность. Вскоре ими был записан дебютный альбом «10 капель». Часть песен с альбома впоследствии вышли на сборниках молодежной гитарной музыки «2000 % живой энергии». Но до высшей лиги было ещё далеко.
Прорыв произошёл в 1999 году — вскоре после выхода песни «Город» на «Сборнике совершенно иной музыки У1». В «Хит-параде слушателей У1» «Город» занял на сборнике почетное третье место, пропустив вперед лишь «Мумий Тролль» с Земфирой. Затем последовало успешное выступление «Танцев Минус» на «Максидроме — 99», в ДС «Юбилейный» и в Лужниках на фестивале «Мегахауса». Летом — осенью 99-го года группа закончила работу над своим вторым альбомом «Флора и фауна». Примерно в это же время были сняты видеоклипы на песни «Город», «Цветут цветы» и «Дерево». 29 февраля 2000 года состоялась презентация альбома «Флора/Фауна».

## Критические отзывы
В «Музыкальной газете» рецепт успеха альбома охарактеризовали следующим образом: «Возьмите две столовые ложки „Сплина“, стакан Nirvana, размешайте в брит-попе, готовьте до взбитости „Мумий Тролля“, сверху украсьте тембром Ленца из „Браво“». Недостатком пластинки назвали однообразность и усреднённость композиций, характерную для «Океана Эльзы»: «Берёшь любую песню — хит».
Музыкальный обозреватель «Сельской молодёжи» выделил хитовые песни «Город», «Танцы» и «Цветут цветы», а также отметил, что хотя в текстах и прослеживается банальная тема несчастной любви, но это выражается нетривиальными способами и исполняется эмоциональным голосом лидера Вячеслава Петкуна.

## Список композиций
Слова и музыка всех песен — В. Петкун.
| №                   | Название            | Длительность |
| ------------------- | ------------------- | ------------ |
| 1.                  | «Город»             | 4:10         |
| 2.                  | «Иду»               | 3:40         |
| 3.                  | «Танцы»             | 4:30         |
| 4.                  | «Каждую ночь»       | 3:54         |
| 5.                  | «Ра-ру-ра»          | 3:15         |
| 6.                  | «Стеклянное сердце» | 3:29         |
| 7.                  | «Цветут цветы»      | 4:15         |
| 8.                  | «Весна»             | 3:32         |
| 9.                  | «Дерево»            | 3:55         |
| 10.                 | «Ночь»              | 3:56         |
| 11.                 | «Пришла пора»       | 4:02         |
| Общая длительность: | Общая длительность: | 42:45        |

## Участники записи
- Вячеслав Петкун — вокал
- Игорь Щербаков — гитара
- Александр Мишин — акустическая гитара
- Михаил Хаит — бас-гитара
- Олег Занин — ударные
- Филлип Писарев — клавишные
- Иван Евдокимов — саунддизайнер[11]